# Klášter Bois
Klášter Bois (francouzsky Abbaye-aux-Bois) bylo cisterciácké opatství v Paříži. Nacházelo se mezi ulicemi Rue de Sèvres a Rue de la Chaise v 7. obvodu.

## Historie
Ženský klášter byl založen roku 1202 pod názvem Notre-Dame-aux-Bois v Ognolles. Opatství se rychle rozvíjelo díky podpoře papeže a francouzských králů a darům místní šlechty a měšťanů. Stoletá válka a Hugenotské války opatství těžce zasáhly a po několika stěhováních se v roce 1654 díky ochraně Anny Rakouské usídlilo v Paříži. V roce 1667 byla povolena změna názvu kláštera. V roce 1680 složil Marc-Antoine Charpentier pro klášter skladbu Leçons de ténèbres. V roce 1718 nechaly jeptišky vybudovat nový klášterní kostel. Klášter se věnoval výchově dcer nejvyšších společenských vrstev.
V roce 1792 za Velké francouzské revoluce byl klášter zrušen a budovy byly znárodněny. Během Hrůzovlády sloužil jako věznice. V roce 1798 bylo vybavení kláštera prodáno a budovy byly přestavěny na byty, zůstal pouze kostel. Ten byl obnoven roku 1802 pro bohoslužby farnosti Saint-Thomas d'Aquin. Královským nařízením z 18. listopadu 1827 se do budov v ulici Rue de Sèvres mohly nastěhovat augustiniánky, které obnovily klášter jako vzdělávací zařízení a část prostor pronajaly osamoceně žijícím ženám z vyšší společnosti.
V roce 1904 byl klášter opět zrušen a v roce 1907 byly budovy strženy kvůli rozšíření ulice Rue de Sèvres a vytvoření ulic Rue Récamier a Square Roger-Stéphane. Na místě, kde stála původně kaple, bylo v roce 1919 postaveno divadlo Théâtre Récamier, které dnes slouží jako zkušební scéna Comédie-Française.
V křídle, které sloužilo jako soukromé byty (dnes Square Roger-Stéphane), žila od roku 1819 až do své smrti Madame Récamier, která zde provozovala svůj slavný literární salón, kam docházeli François René de Chateaubriand a mladí spisovatelé jako Alphonse de Lamartine, Charles-Augustin Sainte-Beuve nebo Honoré de Balzac.